# Hanzawaia
Hanzawaia es un género de foraminífero bentónico de la subfamilia Gavelinellinae, de la familia Gavelinellidae, de la superfamilia Chilostomelloidea, del suborden Rotaliina y del orden Rotaliida. Su especie tipo es Hanzawaia nipponica. Su rango cronoestratigráfico abarca desde el Oligoceno hasta la Actualidad.

## Clasificación
Se han descrito numerosas especies de Hanzawaia. Entre las especies más interesantes o más conocidas destacan:
- Hanzawaia bundensis
- Hanzawaia nipponica

Un listado completo de las especies descritas en el género Hanzawaia puede verse en el siguiente anexo.